# Joe (chanteur)
Pour les articles homonymes, voir Joe Lewis (homonymie), Lewis, Thomas et Joe.
Joe Lewis Thomas, dit Joe, est un chanteur de R&B américain né le 5 juillet 1973 à Columbus (Géorgie), aux États-Unis.

## Biographie
Joe Thomas est issu d'une famille de 5 enfants, il a grandi dans un environnement très gospel. À l’âge de 2 ans, Joe quitte la Géorgie pour s'installer en Alabama avec sa famille. Il fait partie d’une chorale au sein d’une église, jouant de la guitare puis en dirigeant lui-même la chorale.
Vers la fin des années 1980, il est membre de groupes locaux dans l'Alabama. Par la suite, il s'installera à New York pour poursuivre sa carrière musicale.
Tout en travaillant au sein d'une chorale, Joe fait la rencontre des producteurs Vincent Herbert et Dardoumi Mahmoud, et enregistre une démo. Il sort alors son premier album Everything en 1993. Il signe chez Jive Records en 1997, et sort l’album All That I Am.
Mais c’est en 2000 que Joe connaît son plus grand succès à ce jour avec My Name Is Joe. Cet album est poussé par le succès du single I Wanna Know.
En 2001, il participe à l'album hommage à Phil Collins, Urban Renewal.
Il sort Better Days en 2001, et And Then… en 2003.
En 2007, Joe sort son 6e album Ain't Nothing Like Me, et réalise sa meilleure vente..

## Discographie

### Albums
- 2016 : "#MYNAMEISJOETHOMAS" (BMG)
- 2014 : "Bridges"
- 2013 : "Double Back – The Evolution of R&B" (Massenburg Media/RED Distribution)
- 2011 : « The Good, the Bad, the Sexy » (Kedar Entertainment)
- 2010 : Joe Live Japan recorded at Billboard Live (Kedar Entertainent)
- 2009 : Joe, Signature (BMG, Kedar Entertainment)
- 2008 : Joe, Greatest Hits (Kedar Entertaiment)
- 2008 : Joe Thomas, New Man  (Kedar Entertainment)
- 2007 : Ain't Nothin' Like Me, (Jive)
- 2003 : And Then..., (Jive), (Gold)
- 2001 : Better Days, (Jive), (RIAA Gold)
- 2000 : My Name Is Joe, (Jive),(RIAA 3x platinum)
- 1997 : All That I Am, (Jive), (platinum)
- 1993 : Everything, (Polygram)

### Singles
| Année | Singles                                                     | U.S. | Hot R&B/Hip-Hop Songs | UK Singles Chart | Album                         |
| ----- | ----------------------------------------------------------- | ---- | --------------------- | ---------------- | ----------------------------- |
| 1993  | I'm In Love                                                 | 64   | 10                    | 22               | Everything                    |
| 1993  | All Or Nothing                                              | -    | 33                    | 56               | Everything                    |
| 1993  | The One For Me                                              | -    | 39                    | 34               | Everything                    |
| 1996  | All the Things (Your Man Won't Do)                          | 11   | 2                     | 34               | All That I Am (album)         |
| 1997  | Don't Wanna Be a Player                                     | 25   | 5                     | 16               | All That I Am (album)         |
| 1998  | The Love Scene                                              | -    | 38                    | 22               | All That I Am                 |
| 1998  | Good Girls                                                  | -    | -                     | 29               | All That I Am (album)         |
| 1998  | Still Not a Player (Big Pun featuring Joe)                  | 24   | 3                     | -                | Capital Punishment            |
| 1999  | Thank God I Found You (Mariah Carey feat. Joe & 98 Degrees) | 1    | 1                     | 10               | Rainbow (Mariah Carey album)  |
| 2000  | I Wanna Know                                                | 4    | 2                     | 37               | My Name Is Joe                |
| 2000  | Treat Her Like a Lady                                       | 63   | 15                    | 60               | My Name Is Joe                |
| 2000  | Stutter                                                     | 1    | 1                     | 7                | My Name Is Joe                |
| 2001  | Let's Stay Home Tonight                                     | -    | 18                    | 29               | Better Days (album)           |
| 2001  | It Won't End                                                | -    | -                     | -                | Better Days                   |
| 2002  | What If a Woman                                             | 63   | 21                    | 53               | Better Days                   |
| 2003  | More & More                                                 | 48   | 15                    | 12               | And Then ...                  |
| 2004  | Ride Wit U (featuring G-Unit)                               | 56   | 22                    | 12               | And Then ...                  |
| 2004  | Priceless                                                   | -    | 72                    | -                | And Then ...                  |
| 2004  | I Wanna Get to Know Ya (G-Unit featuring Joe)               | 15   | 10                    | 27               | Beg For Mercy                 |
| 2005  | Curious (Tony Yayo song) (Tony Yayo featuring Joe)          | 87   | 18                    | -                | Thoughts of a Predicate Felon |
| 2006  | Where You At? (featuring Papoose)                           | 29   | -                     | -                | Ain't Nothin' Like Me         |
| 2007  | If I Was Your Man                                           | 84   | 19                    | 93               | Ain't Nothin' Like Me         |
| 2007  | My Love                                                     | -    | 35                    | -                | Ain't Nothin' Like Me         |
| 2008  | Why just be friends                                         | -    | 35                    | -                | New man                       |

## Joe Featuring
- Edwin Starr - Edwin Starr
- Sting - Dream of the Blue Turtles
- Chico Debarge - Game
- Barrington Levy - Turning Point
- Black Men United - U Will Know
- Mariah Carey - Rainbow
- Mariah Carey - Thank God I found you (Make it last Remix)
- Xscape - Traces of My Lipstick
- Hi Five - Faithful
- Sister Act, acte 2 : Back in the Habit (OST)
- Booty Call (OST) - Don't Wanna Be a Player Joe
- Urban Renewal: The Songs of Phil Collins
- Don't Be a Menace to South Central While You're Drinking Your Juice in the Hood (OST)
- Nick Cannon - Nick Cannon
- Big Pun - Capital Punishment
- NSYNC - I believe in you
- Shaggy - Ghetto Childs
- Petey Pablo - Let's stay home tonight (Remix)
- Dre - ust Relax
- Fabolous - Let's just do it
- Tony Yayo & Young Buck - Ain't nothin like me
- Papoose - Where you at
- Nas - Get to know me
- G-unit - Ride whit you
- Jadakiss - I want a girl like you (Drumline OST)
- BeBe Winans (en) & Brian McKnight - Coming Back Home
- Brian McKnight, Carl Thomas, Tyrese & Tank - Good Enough
- Pit Baccardi - Ghetto ambianceur
- Krayzie Bone (Bone thugs n' harmony) and Ky-mani Marley

## Producteurs
Keith Miller, E-Smoove, Joe Thomas, J. Dibbs, Dave Hall, Rodney Jerkins, Larry "Rock" Campbell, Gerald LeVert, Kedar Massenburg, Edwin Nicholas, Joshua Thompson, Tse Williams, R. Kelly, Allen Gordon, Jr., Damon Thomas, Harvey Mason, Jr., She'kspere Briggs, Roy "Royalty" Hamilton, Ivan "Orthodox" Barias, Carvin "Ransum" Haggins, Bishop "Young Don" Dixon, Johnnie "Smurf" Smith, The Neptunes, Allstar, Tim & Bob, Jimmy Jam & Terry Lewis, The Underdogs, Cool & Dre, Timbaland, Bryan Michael Cox, The Smith Brothers, Teddy Riley, Stargate (producteurs)

## Récompenses & Nominations

### Nominations
- BET Awards - 2001, Best R&B Male Artist (nomination)
- Grammy Awards
  - 2002, Best Male R&B Vocal Performance: Let's Stay Home Tonight (nomination)
  - 2002, Best R&B Album: Better Days (nomination)
  - 2002, Best R&B Performance by a Duo or Group: More Than a Woman w/ Angie Stone (nomination)
  - 2000, Best Pop Collaboration w/ Vocals: Thank God I Found You w/ 98 Degrees & Mariah Carey (nomination)
  - 2000, Best Male R&B Vocal Performance: I Wanna Know (nomination)
  - 2000, Best R&B Performance by a Duo or Group: Coming Home w/ Brian McKnight & BeBe Winans (nomination)
  - 2000, Best R&B Album: My Name Is Joe (nomination)
- Image Awards
  - 2001, Outstanding Music Album: My Name Is Joe (nomination)
- Soul Train Awards
  - 1999, Best R&B/Soul or Rap Music Video: Still Not a Player w/ Big Pun (nomination)